# Corto (canción)
"Corto" es una canción compuesta por el músico argentino Luis Alberto Spinetta e interpretada por la banda Pescado Rabioso, que integra el álbum doble Pescado 2 de 1973, segundo álbum de la banda, ubicado en la posición nº 19 de la lista de los 100 mejores discos del rock argentino por la revista Rolling Stone.
Para grabar este tema, Pescado Rabioso utilizó una formación especial: Carlos Cutaia en el órgano Hammond con Spinetta en la primera voz y David Lebón en la segunda voz. No participa Black Amaya.

## La canción
"Corto" es el décimo séptimo track (Disco 2, Lado B, track 17), anteúltimo del álbum doble Pescado 2. Se trata de un tema breve (1:42), característica de la que toma el título, y a la vez sinfónico, "levitante" y "celestial".
La página del cuadernillo del álbum dedicada al tema tiene una bomba y una lista de palabras en mayúsculas como "PODER", "SOCIEDAD", "DINERO", "MEDIO TERRORISMO", "POLUCIÓN", "COIMA", "TERROR", "VENCER", "MEDALLA"... y casi al final la palabra ("¿DIOS?"), entre paréntesis y signos de interrogación, para finalizar escribiendo con minúsculas "o sea (¿y yo?)", también entre paréntesis y signos de interrogación.
En el documental Spinetta el video, dirigido por Pablo Perel en 1986, "Corto" es el tema elegido para cerrar la película pegada a "Ropa violeta", luego de que Spinetta, sentado en un altar de la Difunta Correa, cuestione los crímenes cometidos en nombre de la religión.
La letra del tema, en la que se nota como en otros del álbum la inspiración generada por Rimbaud, dice "ya la bomba ya estalló, la guerra del final" y el texto escrito debajo aporta:

Los órganos anuncian que el tiempo cambiará como las décadas transformadas. Los hombres, ¿deberán encontrar una razon para exterminarse asi mismos, mañana en una guerra atomica? La luna, el planeta "ofendido" pasa por nosotros, tocada una vez por el sigilo humano, tratando de no fundirse en la voragine del apocalypse cualquiera... sol brillo de sol brillo de sol brillo de sol brillo de sol brillos de sol brillo de sol.... Esperemos que no nos destruyamos cuando las ciencias estallen por determinarnos. Después de la bomba, nadie quedaría en pie.- (¡Que premonicion la espera a la mente del asesinato?) Haberlo pensado resulta minimamente espiritual.
Cuadernillo del álbum